# 1947 في سويسرا
فيما يلي قوائم الأحداث التي وقعت خلال عام 1947 في سويسرا.

## سياسة

### تعيين في المنصب
- 1 يناير – ليون نيكول عضو المجلس الوطني السويسري ‏.

## رياضة
- 23 أغسطس – طواف سويسرا 1947 الفائزون ستان أوكيرس، Giulio Bresci [الإنجليزية]‏، جينو بارتلي.

## مواليد

### يناير
- 1 يناير – رولف فايفر
- 1 يناير – روي غرين مقدم برامج إذاعية سويسري.
- 8 يناير – صموئيل شميد سياسي سويسري.

### فبراير
- 9 فبراير – كارلا ديل بونتي
- 27 فبراير – غريغوار مولر

### مارس
- 13 مارس – بيت ريشنر طبيب أطفال وعازف تشيلو سويسري.
- 19 مارس – ماكس إي. كيلر موسيقي سويسري.
- 23 مارس – كريستين برونر

### مايو
- 9 مايو – دينيس أوزوالد

### يونيو
- 16 يونيو – بوبا منسواه صحفي سويسري.

### يوليو
- 2 يوليو – يورج أمان

### أغسطس
- 6 أغسطس – أوليفر توبياس ممثل بريطاني.

### سبتمبر
- 16 سبتمبر – أمبروز

### أكتوبر
- 3 أكتوبر – فيرينا ستيفان كاتبة ألمانية.

### نوفمبر
- 15 نوفمبر – إيوان شميد درّاج طريق سويسري.
- 26 نوفمبر – ماكس بيندر سياسي سويسري.

## وفيات

### مارس
- 20 مارس – فيكتور غولدشميت (مواليد 1888)

### أبريل
- 9 أبريل – كارمن موري (مواليد 1906)
- 23 أبريل – إدوارد شاتون (مواليد 1883)

### ديسمبر
- 28 ديسمبر – فريتز فيشر (مواليد 1898) فيزيائي سويسري.